# Cislago
Cislago – miejscowość i gmina we Włoszech, w regionie Lombardia, w prowincji Varese.
Według danych na rok 2004 gminę zamieszkiwało 8687 osób, 868,7 os./km².